# Рудник Пірміраб
Рудник Пірміраб – гірничодобувний майданчик на сході Узбекистану, який здійснює розробку однойменного золоторудного родовища.
Гірничі роботи у розташованому на південному схилі Курамінського хребта Чадацькому рудному районі вели ще в старовину (до XII століття), зокрема, на ряді ділянок сучасного родовища Пірміраб, що лежить на лівобережжі річки Чадаксай. В ті часи видобували лише розсипне золото та срібло.
Сучасні технології дозволили узятись за розробку основних запасів, пов’язаних з кварцевими жилами, для чого в 1970-му ввели в дію Чадацький гірничо-збагачувальний комбінат (також опікувався родовищем Гузаксай, що лежить на протилежному березі Чадаку від Пірміраба). З 2002-го цей комбінат став Чадацьким рудоуправлінням у складі Алмалицького гірничо-металургійного комбінату.
Розробку Пірміраба, поклади якого залягають в горі, організували підземним способом за допомогою десяти рядів штолень, які рознесені між собою по вертикалі на 40 метрів. Видобута руда відправляється на Чадацьку фабрику з вилучення золота.
Станом на кінець 2000-х вважалось, що майже всі балансові запаси родовища вичерпані. Втім, шахта Пірміраб продовжувала свою діяльність і на початку 2020-х, зокрема, за 5 місяців 2021-го з неї вилучили 36 тисяч тон руди.